# Saint-Vigor-d'Ymonville
Saint-Vigor-d'Ymonville é uma comuna francesa na região administrativa da Normandia, no departamento de Sena Marítimo. Estende-se por uma área de 29,82 km². Em 2010 a comuna tinha 1 157 habitantes (densidade: 38,8 hab./km²).